# 墨海金壺
《墨海金壺》，张海鹏刊刻此丛书，收书117种。
《墨海金壺》是海虞人张海鹏讀書之暇所輯，內容分經、史、子、集四門，凡117種，722卷。每輯一书皆有收录四库提要之介紹文，以方便阅览。書名出自晉人王嘉著《拾遺記》，《墨海金壺》多收《永樂大典》之書，有大量四庫館臣未收之書，不妄增改。後毁于大火。道光年間，钱熙祚得《墨海金壺》殘版58种，加以校勘、增补，道光二十四年（1844），輯成《守山閣叢書》。